# Emanuel Böhm
Emanuel Böhm (1. února 1909 Priekopa – 24. prosince 1990 New York) byl slovenský a československý politik, poválečný pověřenec zdravotnictví a poslanec Ústavodárného Národního shromáždění za Demokratickou stranu. Po roce 1948 působil v exilu.

## Biografie
Absolvoval vyšší reálnou školu v Košicích. Na Přírodovědecké fakultě Univerzity Karlovy vystudoval chemii. Získal také stánici z filozofie, psychologie a pedagogiky. 1. června 1934 byl promován na doktora přírodních věd. Nastoupil jako učitel v Michalovcích. Od školního roku 1936/1937 učil chemii a přírodopis na tamním gymnáziu. Středoškolským pedagogem byl až do roku 1939. Po první vídeňské arbitráži, když jižní Slovensko připadlo Maďarsku, byl maďarskými úřady propuštěn kvůli svým aktivitám na obhajobu zájmů etnických Slováků, kteří se vlivem anexe stali rezidenty Maďarska. Byl předsedou Strany slovenské národní jednoty, která zastupoval etnické Slováky v Maďarském království. Založil deník Slovenský jazyk a Slovenská jednota. Vydal více než dvacet knih, které publikoval Spolek slovenské společnosti. Roku 1941 se oženil s Márií Dziakovou.
Po válce se přestěhoval do Bratislavy. Vstupu do politiky se zpočátku bránil, ale pak se stal členem Demokratické strany. V parlamentních volbách v roce 1946 se stal členem Ústavodárného Národního shromáždění za Demokratickou stranu. V parlamentu setrval formálně do parlamentních voleb v roce 1948. V dubnu 1946, po podepsání takzvané aprílové (dubnové) dohody, se stal členem užšího předsednictva Demokratické strany. V 7. Sboru pověřenců působil v letech 1946–1947 jako pověřenec zdravotnictví. Na funkci pověřence rezignoval v roce 1947. Šlo o důsledek rostoucího tlaku komunistů na nekomunistickou politickou scénu na podzim 1947.
Po únorovém převratu v roce 1948 byla Demokratická strana proměněna na Stranu slovenské obrody jako satelitní formaci závislou na KSČ. Böhm patřil mezi skupinu funkcionářů Demokratické strany, kteří odešli do emigrace. V emigraci se stal roku 1952 členem Slovenské národní rady v zahraničí, kterou založil a které předsedal Karol Sidor. Tato exilová organizace prosazovala samostatné demokratické Slovensko, spolupracující s dalšími státy střední Evropy, včetně českého. Böhm kromě toho sám založil další exilovou organizaci Slovenský demokratický blok, jemuž od roku 1954 předsedal.
Profesně v emigraci působil nejdříve v Londýně, kde byl vedoucím chemikem ve firmě Newlands and Rutherford Brothers. Později se přestěhoval do USA a byl tam činný jako ředitel výzkumu a vývoje v potravinářství. Publikoval řadu odborných článků. Byl členem Královské chemické společnosti v Londýně a členoe Institutu potravinářskych technologů.
V roce 1990 navštívil Slovensko a hodlal se trvale vrátit do vlasti. Zemřel ovšem v prosinci 1990 v New Yorku.